# Wilfredo Barahona
Wilfredo Barahona (El Negrito, Yoro, Honduras; 31 de enero de 1983) es un exfutbolista de nacionalidad hondureña. Jugaba de defensa. Actualmente radica en Santa Bárbara, tiene una hija.

## Selección nacional
El 29 de agosto de 2014 se anunció que Barahona había sido convocado para disputar la Copa Centroamericana 2014 con Honduras.

### Participaciones en Copa Centroamericana
| Copa Centroamericana      | Sede           | Resultado    |
| ------------------------- | -------------- | ------------ |
| Copa Centroamericana 2014 | Estados Unidos | Quinto lugar |

## Clubes
| Club             | País     | Año         |
| ---------------- | -------- | ----------- |
| Olimpia          | Honduras | 2004-2005   |
| Broncos UNAH     | Honduras | 2005-2006   |
| Olimpia          | Honduras | 2006-2011   |
| Atlético Choloma | Honduras | 2011-2012   |
| Real España      | Honduras | 2012-2018   |
| Juticalpa FC     | Honduras | 2019        |
| Real Juventud    | Honduras | 2019 - 2020 |